# Steve Sumner
Steve Sumner (Anglia, 1955. április 2. – 2017. február 8.) angliai születésű válogatott új-zélandi labdarúgó, középpályás.

## Pályafutása

### Klubcsapatban
A Blackpool és a Preston North End korosztályos csapataiban kezdte a labdarúgást. 1973-ban Új-Zélandon telepedett le. 1973 és 1980 között a Christchurch United játékosa volt. 1981 és 1982 között Ausztráliában játszott. Egy-egy idényt töltött a Newcastle United és a West Adelaide SC csapatainál. 1983-ban visszatért Új-Zélandra. 1983 és 1986 között a Manurewa, 1987-ben a Gisborne City, 1988-89-ben ismét a Christchurch United labdarúgója volt. 1989-ben vonult vissza az aktív labdarúgástól.

### A válogatottban
1976 és 1988 között 58 alkalommal szerepel az új-zélandi válogatottban és 22 gólt szerzett. Csapatkapitánya volt az 1982-es spanyolországi világbajnokságon újoncként részt vevő csapatnak.

## Sikerei, díjai
- Az év játékosa (1983)[3]
- FIFA Centennial Award (2004)
- FIFA Érdemrend (2010)[4]
- Officer of the New Zealand Order of Merit (2016)[5]

 Christchurch United
- Új-zélandi bajnokság
  - bajnok (4): 1973, 1975, 1978, 1988
- Chatham Cup
  - győztes: 1974, 1975, 1976, 1989

 Manurewa AFC
- Új-zélandi bajnokság
  - bajnok: 1983
- Chatham Cup
  - győztes: 1984

 Gisborne City
- Chatham Cup
  - győztes: 1987